# Liga BRABA
A Liga Braba (Brasília Basquete) é a liga oficial de basquete masculino adulto brasileiro do Distrito Federal, organizada com a chancela da Federação de Basquetebol do Distrito Federal (FBDF), em substituição ao antigo Campeonato Metropolitano de Basquete. É reconhecida pela Confederação Brasileira de Basketball (CBB) como a liga de basquete do DF. A modalidade é um dos esportes mais populares de Brasília, sendo que a equipe do UniCEUB/BRB/Lobos Brasília já foi quatro vezes campeã nacional.
A Braba foi fundada em fevereiro de 2012 com 10 equipes participantes e conta, atualmente, com 14 clubes filiados. A liga foi criada e é inteiramente organizada pelos clubes, divididos na responsabilidade quanto às diversas atribuições da competição .
O campeão e o vice-campeão da Braba se classificam para a disputa da Copa Brasil Centro-Oeste que, por sua vez, assegura uma vaga na Super Copa Brasil de Basquete, cujos vencedores se classificam para disputar a Liga Ouro, divisão de acesso do Novo Basquete Brasil (NBB).

## Histórico das equipes
| Equipe                | Participações | 2012 | 2013 | 2014 | 2015 | 2016 | 2017 |
| --------------------- | ------------- | ---- | ---- | ---- | ---- | ---- | ---- |
| APAB/Brasília         | 5             | -    | 4º   | 7º   | 8º   | 5º   | 4º   |
| Ascesa Basquete       | 2             | 3º   | 14º  | -    | -    | -    | -    |
| Avabra Brasília       | 6             | 4º   | 5º   | 4º   | 5º   | 4º   | 2º   |
| BDA/Laboratório Exame | 1             | -    | 12º  | -    | -    | -    | -    |
| Bronko                | 4             | 8º   | 11º  | 12º  | 12º  | -    | -    |
| Calangos              | 1             | -    | -    | -    | 9º   | -    | -    |
| Cerrado               | 2             | -    | -    | -    | -    | 3º   | 1º   |
| Combinado MegaPlan    | 1             | -    | -    | 10º  | -    | -    | -    |
| Evolução/Planaltina   | 3             | 5º   | 7º   | 14º  | -    | -    | -    |
| Filadélfia            | 5             | -    | 8º   | 6º   | 2º   | 6º   | 5º   |
| GG12                  | 1             | -    | -    | -    | -    | -    | 3º   |
| Hilms                 | 1             | -    | -    | -    | 4º   | -    | -    |
| Luziânia              | 4             | 10º  | 13º  | 9º   | 11º  | -    | -    |
| Minas Brasília        | 2             | -    | -    | -    | 10º  | 7º   | -    |
| Parque                | 2             | 6º   | 16º  | -    | -    | -    | -    |
| Phoenix/SEST SENAT    | 1             | -    | 15º  | -    | -    | -    | -    |
| Planalto/Iesplan      | 4             | 1º   | 3º   | 3º   | 7º   | -    | -    |
| UnB                   | 6             | 7º   | 9º   | 13º  | 13º  | 8º   | 6º   |
| União São Sebastião   | 3             | 9º   | 10º  | 8º   | -    | -    | -    |
| Lobos Brasília        | 4             | -    | 2º   | 1º   | 1º   | 1º   | -    |
| CEUB                  | 3             | -    | 1º   | 2º   | 3º   | -    | -    |
| Valparaíso            | 2             | -    | -    | 11º  | 14º  | -    | -    |
| Vizinhança            | 5             | 2º   | 6º   | 5º   | 6º   | 2º   | -    |

     Campeão da Taça Ouro       Vice-campeão da Taça Ouro       Campeão da Taça de Prata

## Títulos

### Por equipe
| Clube          | Títulos               | Vices           | 3º lugar        | 4º lugar              |
| -------------- | --------------------- | --------------- | --------------- | --------------------- |
| Lobos Brasília | 3 (2014, 2015 e 2016) | 1 (2014)        | 0               | 0                     |
| CEUB           | 1 (2013)              | 1 (2014)        | 1 (2015)        | 0                     |
| Planalto       | 1 (2012)              | 0               | 2 (2013 e 2014) | 0                     |
| Cerrado        | 1 (2017)              | 0               | 1 (2016)        | 0                     |
| Vizinhança     | 0                     | 2 (2012 e 2016) | 0               | 0                     |
| Avabra         | 0                     | 1 (2017)        | 0               | 3 (2012, 2014 e 2016) |
| Filadélfia     | 0                     | 1 (2015)        | 0               | 0                     |
| Ascesa         | 0                     | 0               | 1 (2012)        | 0                     |
| GG12           | 0                     | 0               | 1 (2017)        | 0                     |
| APAB/Brasília  | 0                     | 0               | 0               | 2 (2013 e 2017)       |
| Hilms          | 0                     | 0               | 0               | 1 (2015)              |

## Outros torneios organizados pela Liga de Basquete de Brasília
A Liga de Basquete da Grande Brasília também organiza desde 2017 a Liga de Verão, 2º torneio de basquete masculino adulto do DF. Além disso a liga também organiza competição de base, a Copa Minas Brasília de Basquete, com categorias sub-12, sub-14 e sub-17. E há o Torneio Professor Pedro Rodrigues, de basquete adulto amador.
O 1º campeão da Liga de Verão, em 2017, foi o Cerrado Basquete. Em 2018, o Avabra foi campeão da 2ª edição da Liga de Verão.